# کریس کانر
کریس کانر (انگلیسی: Chris Connor؛ ۸ نوامبر ۱۹۲۷ – ۲۹ اوت ۲۰۰۹ (۸۱ سال)) یک موسیقی‌دان اهل ایالات متحده آمریکا بود.